# Związek Zawodowy Administracji PKP
Związek Zawodowy Administracji PKP zrzesza pracowników następujących urzędów i spółek grupy PKP S.A.:
- Ministerstwo Transportu, Warszawa
- PKP S.A., Warszawa
- PKP Polskie Linie Kolejowe S.A., Warszawa
- PKP Cargo S.A., Warszawa
- PKP Intercity S.A., Warszawa
- PKP Szybka Kolej Miejska w Trójmieście Sp. z o.o., Gdynia
- Telekomunikacja Kolejowa Sp. z o.o., Warszawa

oraz spółek, które opuściły grupę PKP:
- Przewozy Regionalne Sp. z o.o., Warszawa
- Koleje Mazowieckie Sp. z o.o., Warszawa
- Przedsiębiorstwo Napraw Infrastruktury, Warszawa

Związek jest członkiem centrali związkowej Ogólnopolskie Porozumienie Związków Zawodowych oraz Konfederacji Polskich Kolejarzy FORUM, obie z siedzibą w Warszawie. 

## Chronologia wydarzeń
- 1991 - rejestracja organizacji pod nazwą Związek Zawodowy Administracji Kolejarzy Śląskich, regionalnie zrzeszonej w Związku Zawodowym Kolejarzy Śląskich, centralnie w Federacji Związków Zawodowych Pracowników PKP
- 1997 - I Zjazd ZZA PKP w Soli k. Zawiercia, wyjście ze struktur Federacji i przyjęcie obecnej nazwy
- 15-17 stycznia 2002 - II Zjazd w Soli
- 6-8 kwietnia 2006 - III Zjazd w Białym Dunajcu

## Przewodniczący związku
- 1991-1997 - Janusz Kurowski
- 1997-2001 - Marek Bednarczyk
- 2002 - Tadeusz Sowa
- 2002–2006 - Włodzimierz Poniewierski
- od 2006 - Janusz Mincewicz

## Siedziba
Zarząd Krajowy związku mieści się w budynku b. Śląskiej Dyrekcji Okręgowej Kolei Państwowych w Katowicach.